# Shadow Man
Shadow Man er et amerikansk videospil udviklet og udgivet af Acclaim i 1999. Spillet der blev udgivet til Sega Dreamcast, Nintendo 64, PlayStation og pc. I 2002 kom den knapt så succesrige efterfølger Shadow Man: 2econd Coming. 

## Historie
I Shadow Man er verden delt op i to. Liveside, en verden helt magen til den vi kender og lever i, og så Deadside, den verden man kommer til når man dør. Hovedpersonen i spillet er Mike LeRoi, som efter et biluheld bliver reddet af en voodoopræstinde, der giver ham overnaturlige kræfter og gør ham til en Shadow Man. En Shadow Man kan rejse fra Liveside til Deadside, og omvendt – uden at være død. Denne evne bliver nødvendig da Mike LeRoi bliver den udvalgt til at forhindre dommedag. En satanisk skikkelse ved navn Legion, har skabt de fem mest ondsindede sjæle gennem verdenshistorien, og samlet dem i Deadside hvor de arbejder på at overtage de levenes verden. 

### Figurer
Shadow Man har en række figurer, både gode og onde. 

#### Heltene
Mike Leroi/Shadow Man er hovedpersonen. I spillet får man blot kort introduceret Mike Lerois baggrund. Han var taxa chauffør i New York City, og så en dag sin lillebror Luke blive myrdet af mafiaen. Han svor hævn, men endte i stedet i dyb gæld og druk. Han blev reddet af voodoopræstinden Nettie, som gjorde ham til en Shadow Man – En gænger mellem de levenes verden "Liveside" og de dødes verden "Deathside". Med denne evne er Mike Leroi, nu Shadow Man, den eneste der kan forhindre dommedag. 
Nettie er en voodoopræstinde, og bosat i en gammel kirke langt inde i en mørk sump i Louisiana. Det er hende der giver Mike Leroi missioner og informationer. Hun har derudover et romantisk forhold til Mike. 
Jaunty er Netties trofaste hjælper. Han har ligesom Mike Leroi, evnen til at rejse mellem "Liveside" og "Deadside", men modsat Mike Leroi, er han ikke Shadow Man, da hans sjæl var af en svagere karat. I "Deadside" tager han besynderligt nok skikkelse i en slange, med et hult kranie som ansigt, og med en høj hat. Jaunty har en overdreven irsk accent. 

#### Skurkene
Legion er hovedskurken. Der vides ikke meget om ham, men han er en dæmon, forklædt som menneske, der overtaler de mest ondsindede sjæle fra "Liveside", til at tilslutte sig ham i "Deadside" og skabe en hær der skal invadere de levenes verden. 
"The Lizard King" Victor Betrachian (født d. 8. april 1961 i Geneve, Schweiz) er en schweizisk læge. Han har utallige mord på samvittigheden. Hans motiv var i flere år, uden at blive opdaget, at gøre sig gode venner med sine patienter, gennem sin charme, og derved få dem til at skrive sig ind i sit testamente, hvorefter han myrdede dem. 

## Baggrund
Shadow Man var oprindelig en tegneserie, ligesom Acclaims anden populære spilserie Turok også oprindelig var. Ideen bag et Shadow Man-spil, var at have et mandeligt modstykke til Lara Croft i Tomb Raider-serien. 

### Modtagelse
Shadow Man blev meget pænt modtaget af spilanmeldere og fik meget høje karakterer. Det blev dog aldrig noget enormt køberhit blandt videospillere. Spillet er blevet anerkendt for at være et meget gotisk og uhyggeligt spil, der blev censureret af alle konsoller det blev udgivet på. Pc-versionen er den eneste version af spillet, der fik lov til at beholde nogle af de virkelig skrappe elementer. Spillet er af mange fans blevet kritiseret for at have en dårlig styring, og en langsom start, hvilket fik mange til at droppe spillet. 